# Desa av Serbien
Desa av Serbien, död 1166, var en serbisk monark. Han var regerande storfurste av Serbien mellan 1149 och 1155, och 1162–1166.